# Hellmut Wißmann
Hellmut Wißmann (* 15. Februar 1940 in Darmstadt; † 17. Februar 2022) war ein deutscher Jurist, Bundesrichter, Autor von Fachliteratur, Honorarprofessor.

## Leben
Wißmann war bis zum 28. Februar 2005 Präsident des Bundesarbeitsgerichts. Er studierte an der Universität von Frankfurt am Main, Lausanne und Freiburg im Breisgau.
Nach dem Assessor-Examen 1968 und kurzer Anwaltstätigkeit war er bis 1972 wissenschaftlicher Assistent am Institut für Europarecht der Universität zu Köln (Schwerpunkt Wirtschaftsrecht), wo er promovierte. Anschließend arbeitete er als Referent, später als Referatsleiter beim Bundesministerium für Arbeit und Sozialordnung, Abteilung Arbeitsrecht. Wißmann war dort maßgeblich an der Vorbereitung arbeitsrechtlicher Gesetze, auch auf EG-Ebene, beteiligt (Bereiche: Mitbestimmungsrecht, Gleichbehandlung, Wirtschafts-, Währungs- und Sozialunion, Einigungsvertrag).
1992 wurde er zum Richter am Bundesarbeitsgericht ernannt, zunächst im 4. Senat. 1994 wechselte er in den 1. Senat und wurde Pressesprecher des Bundesarbeitsgerichts. 1999 übernahm er den Vorsitz des 1. Senats  und wurde zum Präsidenten des Bundesarbeitsgerichts berufen. Seine erste und vordringlichste Aufgabe war dabei die Bewältigung des Umzugs von Kassel nach Erfurt. Seit 2001 war er Honorarprofessor für deutsches und europäisches Recht an der Martin-Luther-Universität Halle-Wittenberg. Er war Mitherausgeber der „Neuen Zeitschrift für Arbeitsrecht“ und „Recht der Arbeit“.

## Einzelbelege
1. ↑  Bundesarbeitsgericht vom 18. Februar 2022: Präsident des Bundesarbeitsgerichts a. D. Professor Dr. Hellmut Wißmann verstorben, abgerufen am 18. Februar 2022

| Personendaten    | Personendaten                                         |
| ---------------- | ----------------------------------------------------- |
| NAME             | Wißmann, Hellmut                                      |
| KURZBESCHREIBUNG | deutscher Jurist; Präsident des Bundesarbeitsgerichts |
| GEBURTSDATUM     | 15. Februar 1940                                      |
| GEBURTSORT       | Darmstadt                                             |
| STERBEDATUM      | 17. Februar 2022                                      |